# Синие птицы
Си́ние пти́цы (лат. Myophonus) — род певчих птиц из семейства мухоловковых (Muscicapidae). Ранее синих птиц относили к семейству дроздовых (Turdidae), выделяя в отдельное подсемейство синих птиц Myophoninae, однако недавние молекулярно-генетические исследования, результаты которых были опубликованы в 2010 году, показали, что они ближе к мухоловковым птицам.
Научное название рода Myophonus происходит от древн.-греч. слов μυις — муха и φονευς — убийца.

## Описание
Синие птицы — одни из наиболее крупных представителей семейства мухоловковых. Внешне похожи на крупных дроздов, могут достигать величины галки. Общая длина тела достигает 19—35 см, масса 87—231 г. Окраска самцов обычно тёмно-синяя, самки либо похожи на самцов, либо коричневые. Более яркие синие пятна на плечах, а иногда и на голове синих птиц, уникальные для воробьинообразных птиц, интенсивно отражают ультрафиолетовый свет. Клюв крупный, прямой и сильный, в длину почти равный длине головы, в высоту больше своей ширины. На конце клюва небольшой крючок, перед ним иногда есть выемка. В основании надклювья имеется несколько небольших жестких щетинок. Крылья с закругленными концами, приспособленные к не очень длительному полету. Вершину крыла образуют 5-е и 6-е маховые перья, 1-е маховое перо вполовину меньше 2-го или немного крупнее. Сложенные крылья немного не доходят до середины хвоста. Хвост на конце закругленный. Ноги сильные, с короткими, сильными, изогнутыми и немного притупленными когтями на пальцах. Ноги и когти черные. Оперение короткое и густое. В целом, синие птицы приспособлены к обитанию в горах, поблизости от быстрых горных ручьев и рек.
Подвижные и в меру осторожные птицы. В моменты возбуждения медленно поводят хвостом. Хорошо и громко поют. Стай не образуют. Живут почти оседло, лишь иногда зимой совершая незначительные кочевки из-за замерзания водоемов.

## Ареал и места обитания
Азиатский род, распространённый в Центральной, Южной и Юго-Восточной Азии, включая запад Малайского архипелага, краями ареала заходящий в Среднюю и Восточную Азию. Обитают в горах у берегов горных рек и ручьев в местах с разным ландшафтом — от густого леса до мест с редкими кустарниками, часто на нагромождениях камней.

## Питание
Питаются беспозвоночными, которых ловят на суше или на мелководье, в том числе улитками, хватая их клювом и разбивая раковину ударом о камень.

## Размножение
Гнездятся между камнями, в расщелинах скал, в пещерах и среди валунов, под стволами упавших деревьев, всегда близко к воде, иногда даже под брызгами. Гнёзда чашевидной формы, сделанные из мха и веточек и выстеленные корешками и листьями. В кладке от 1 до 5 яиц, чаще 3—4, продолговатой формы, беловатых, сероватых, розоватых или голубоватых, с небольшими тёмными пятнышками.

## Виды
Синих птиц насчитывается 9 видов:
- Myophonus blighi — Цейлонская синяя птица — остров Шри-Ланка;
- Myophonus borneensis — горы острова Калимантан;
- Myophonus caeruleus — Обыкновенная синяя птица — самый широко распространённый вид: Центральная и Юго-Восточная Азия от западного Тянь-Шаня на юг до Афганистана и на восток через Гималаи и восточный Ассам до центрального и восточного Китая и на юг через Индокитай до Малайского полуострова и островов Суматра и Ява;
- Myophonus castaneus — остров Суматра;
- Myophonus glaucinus — Сундская синяя птица — горы островов Ява и Бали;
- Myophonus horsfieldii — Малабарская синяя птица — южная Индия;
- Myophonus insularis — Тайваньская синяя птица — остров Тайвань;
- Myophonus melanurus — Блестящая синяя птица — горы острова Суматра;
- Myophonus robinsoni — Малайская синяя птица — западная Малайзия.

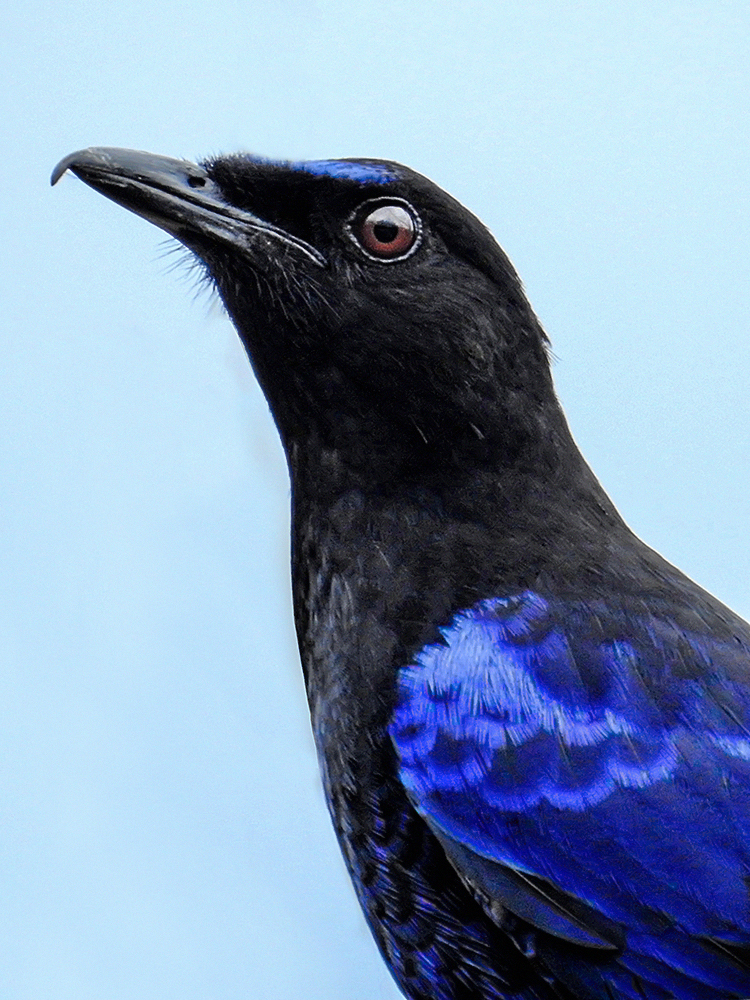
Малабарская синяя птица
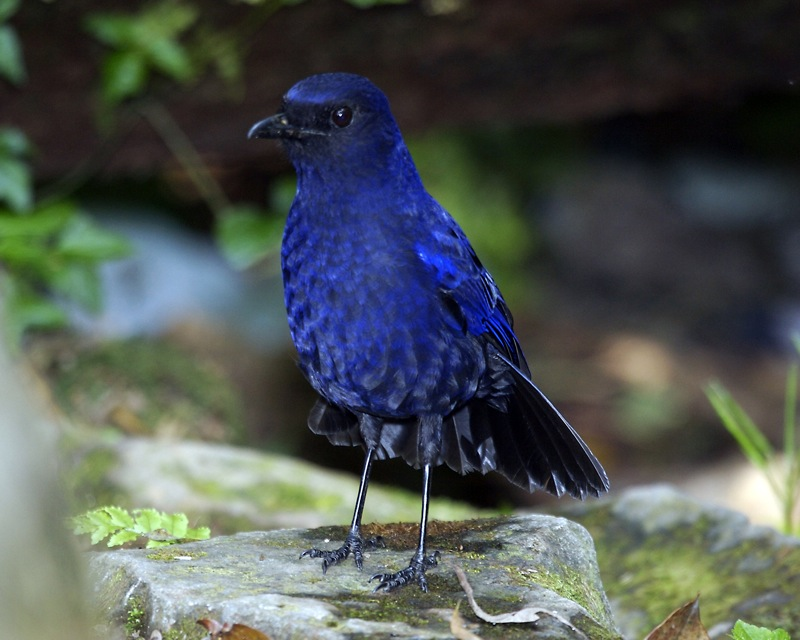
Сундская синяя птица
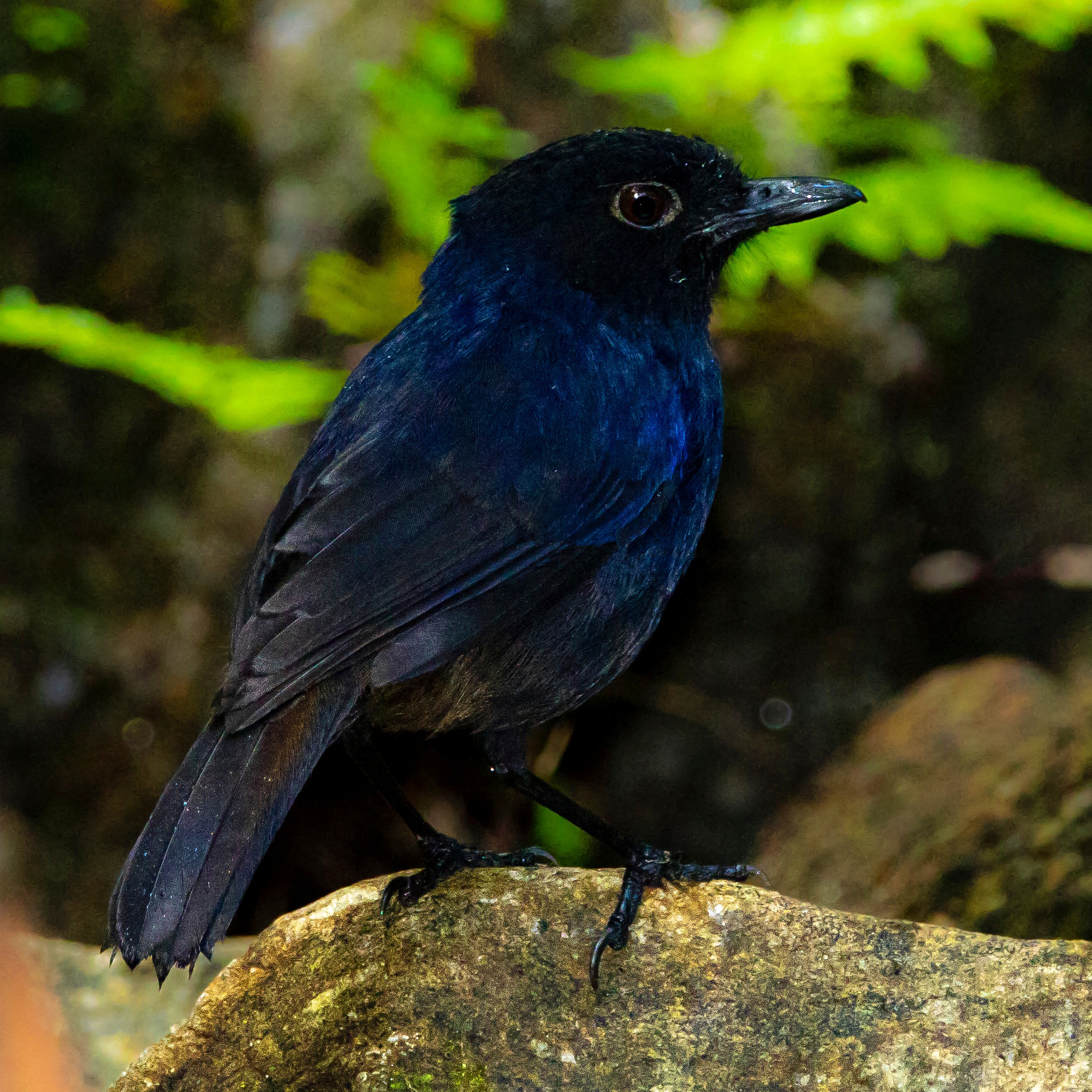
Цейлонская синяя птица
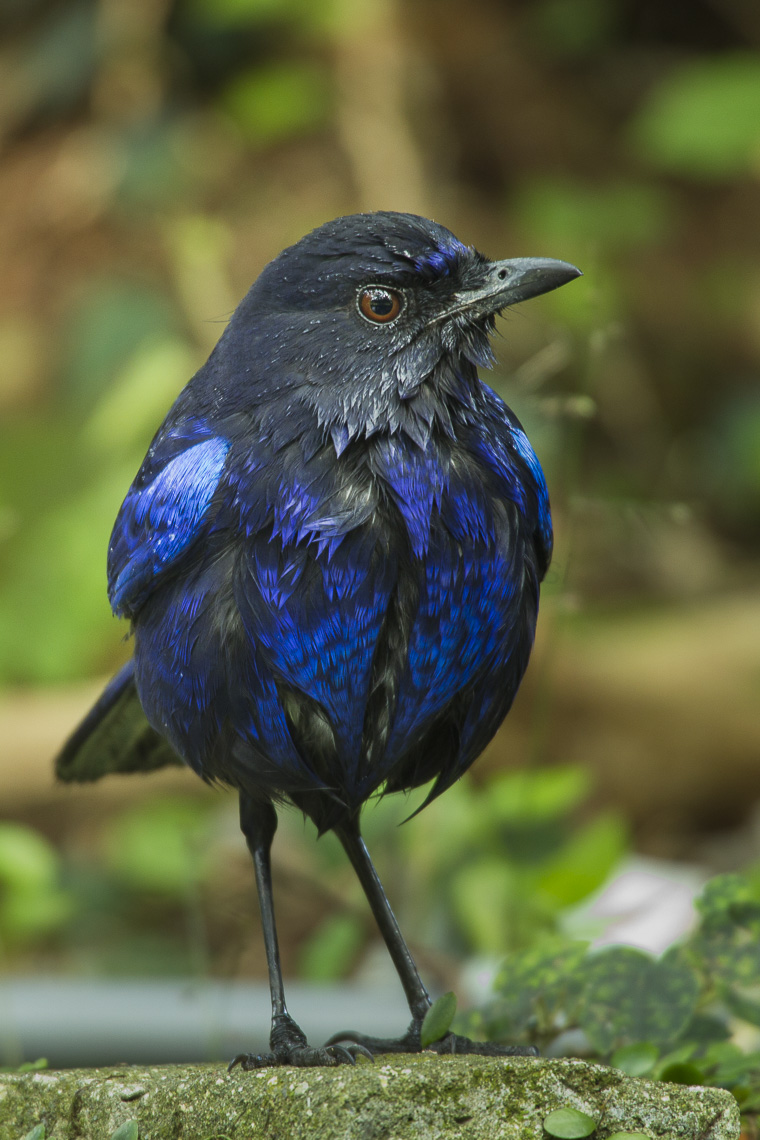
Тайваньская синяя птица
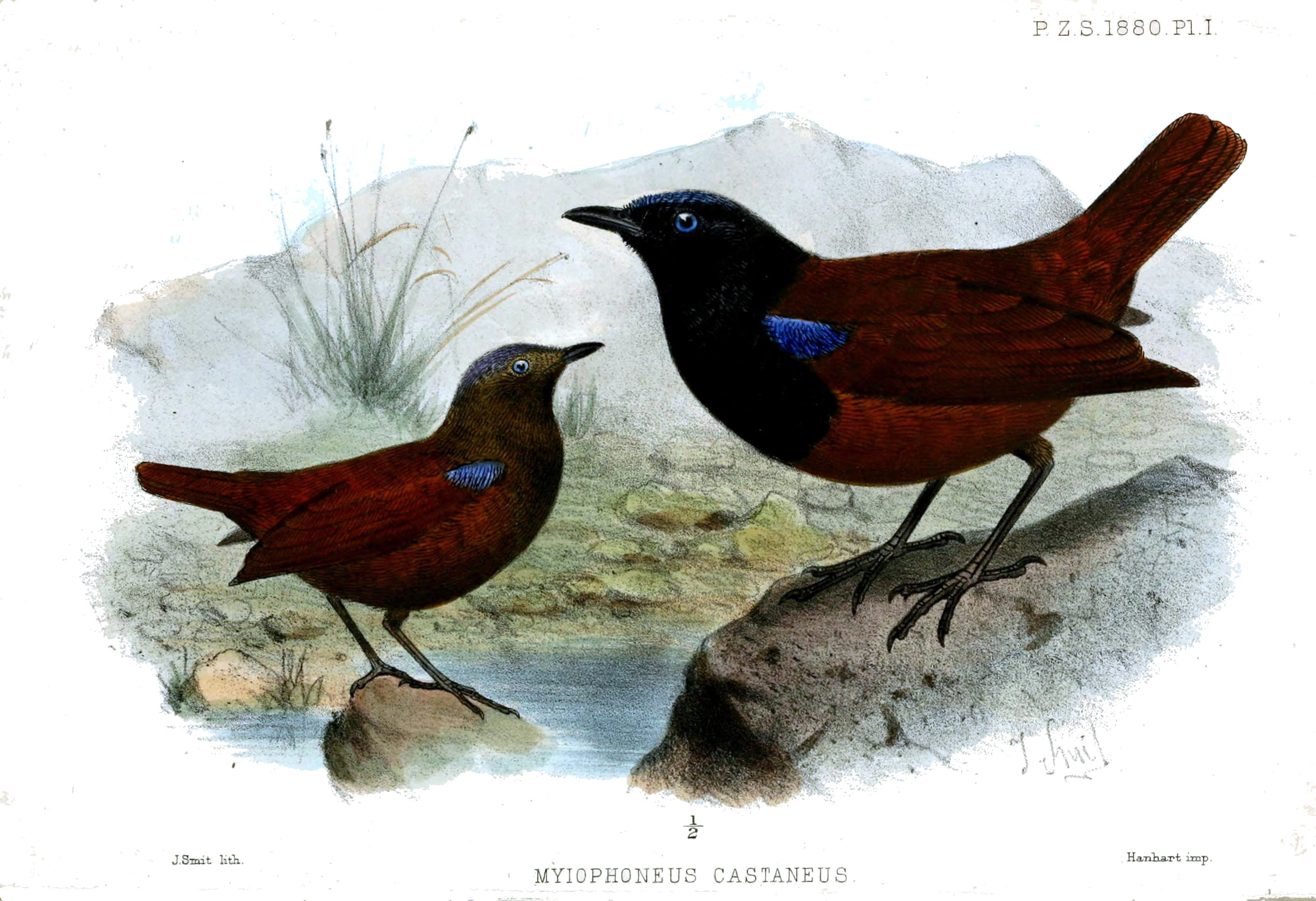
Myophonus castaneus
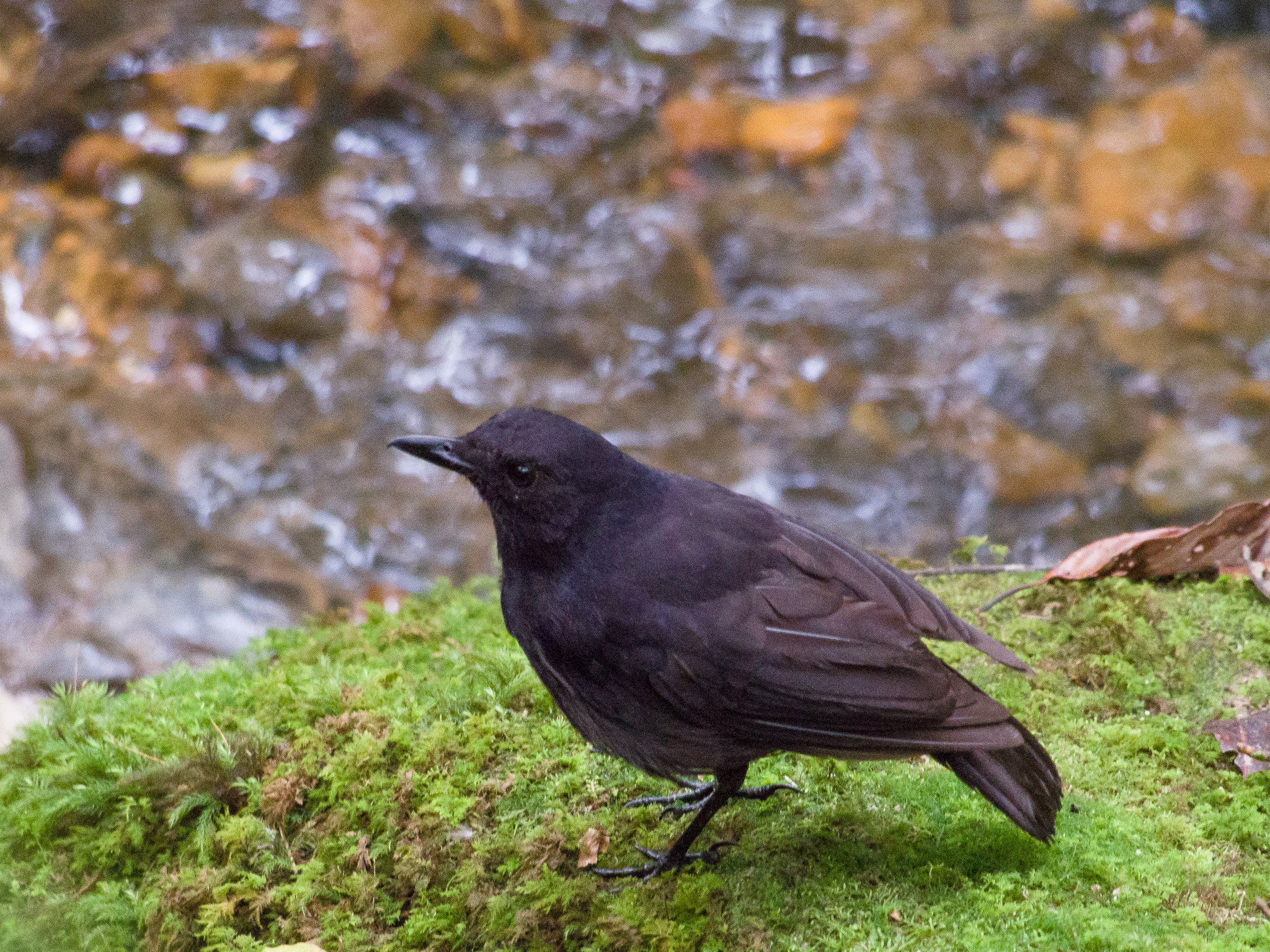
Myophonus borneensis